# Bairdstown (Ohio)
Pour les articles homonymes, voir Bairdstown.
Bairdstown est un village américain situé dans le comté de Wood, dans l’Ohio. Selon le recensement de 2010, sa population est de 130 habitants.